# Hickmanapis
Hickmanapis is een geslacht van spinnen uit de  familie van de Anapidae (Dwergkogelspinnen).

## Soorten
- Hickmanapis minuta (Hickman, 1943)
- Hickmanapis renison Platnick & Forster, 1989